# Edward Ohlsson

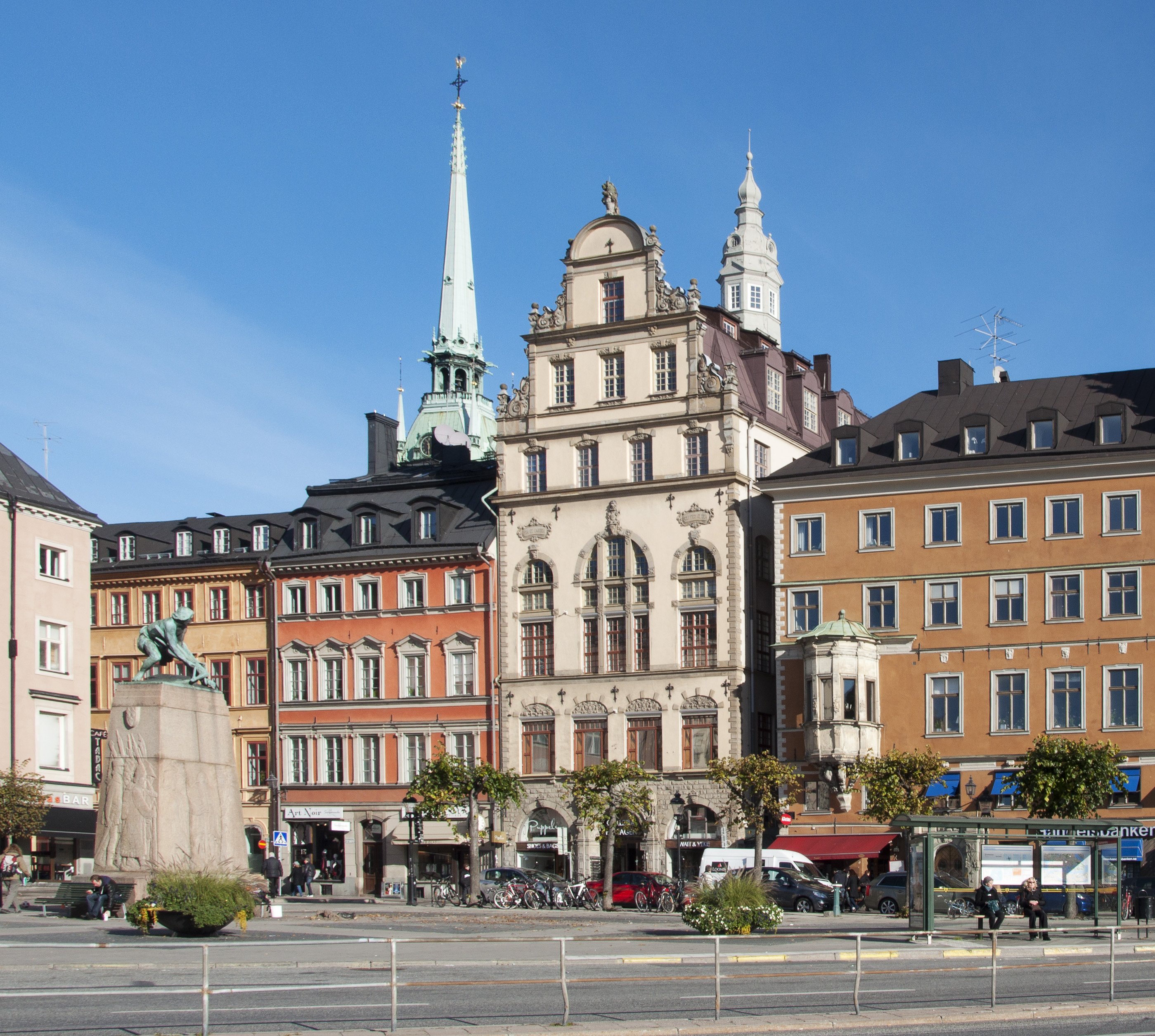
Kornhamnstorg 49, Gamla stan.

Edward Ohlsson, född 15 februari 1859 i Stockholm, död där 17 juni 1925, var en svensk arkitekt.

## Biografi
Ohlsson studerade vid Tekniska skolan och Kungliga Akademien för de fria konsterna. Ritningar för mer än ett 20-tal hus är signerade av Edward Ohlsson och uppförda i Stockholms innerstad i huvudsak mellan 1880-talet och 1910-talet. I produktionen finns såväl bostadshus och villor som industribyggnader. Han ritade även vissa byggnader utanför huvudstaden som Badhotellet i Södertälje (1899) och läroverket i Södertälje samt den gamla spritfabriken i Åhus. I det nygrundade Saltsjöbaden ritade han 1892 flera villor för Wallenbergfamiljen, bland dem Villa Furubo, Villa Amalfi, Villa Matadi och Malmska villan. Några av dem var tänkta för uthyrning. Exempelvis hyrdes Malmska villan av Clara Emilia Smitt som inrättade där Saltsjöbadens första sanatorium.

## Stockholmsverk i urval[1]
- Villagatan 23, 1886
- Stureplan 4, 1886
- Karlavägen 56, 1887
- Barnhusgatan 4, 1887
- Götgatan 9, 1888
- Storgatan 36, 1889

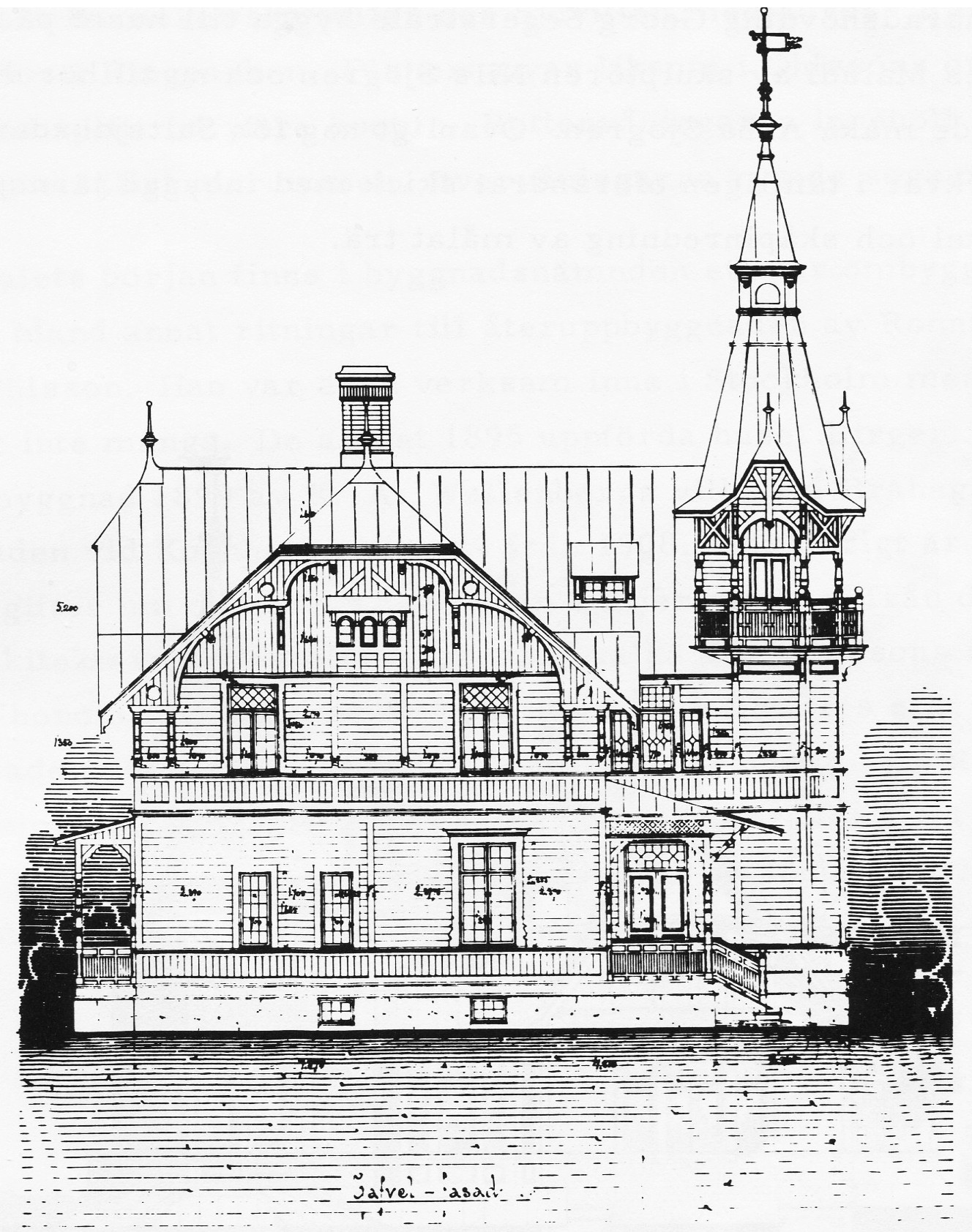
Ohlssons fasadritning, Villa Amalfi, 1892

- Stockholms Skofabrik, Hornsbruksgatan 19-25, Stockholm 1890-1897 (till- och ombyggnader)
- Narvavägen 7, 1890 (tillsammans med Gustaf Wickman och Carl Kleitz)
- Stockholms sjömanshem, 1891
- Stureplan 19, 1893 (tillsammans med Carl Kleitz)
- Östermalmsgatan 77, 1897
- Odengatan 40, 1900
- Byggnader för Nürnbergs Bryggeri 1902
- Lokaler åt Stockholms Norra Jästaktiebolag Kammakargatan 62, 1902
- Odengatan 46 & 48, 1903
- Valevägen 5A (Stockholmsvägen 17), Djursholm, 1904
- Frejgatan 77, 1905
- Hornsgatan 39, 1905
- Affärshus, Kornhamnstorg 49, 1906.
- Brygghus för Hamburgerbryggeriet, 1913

## Övriga verk i urval
Disponentvillan i Ödeborg, 1901

## Bilder, verk i urval

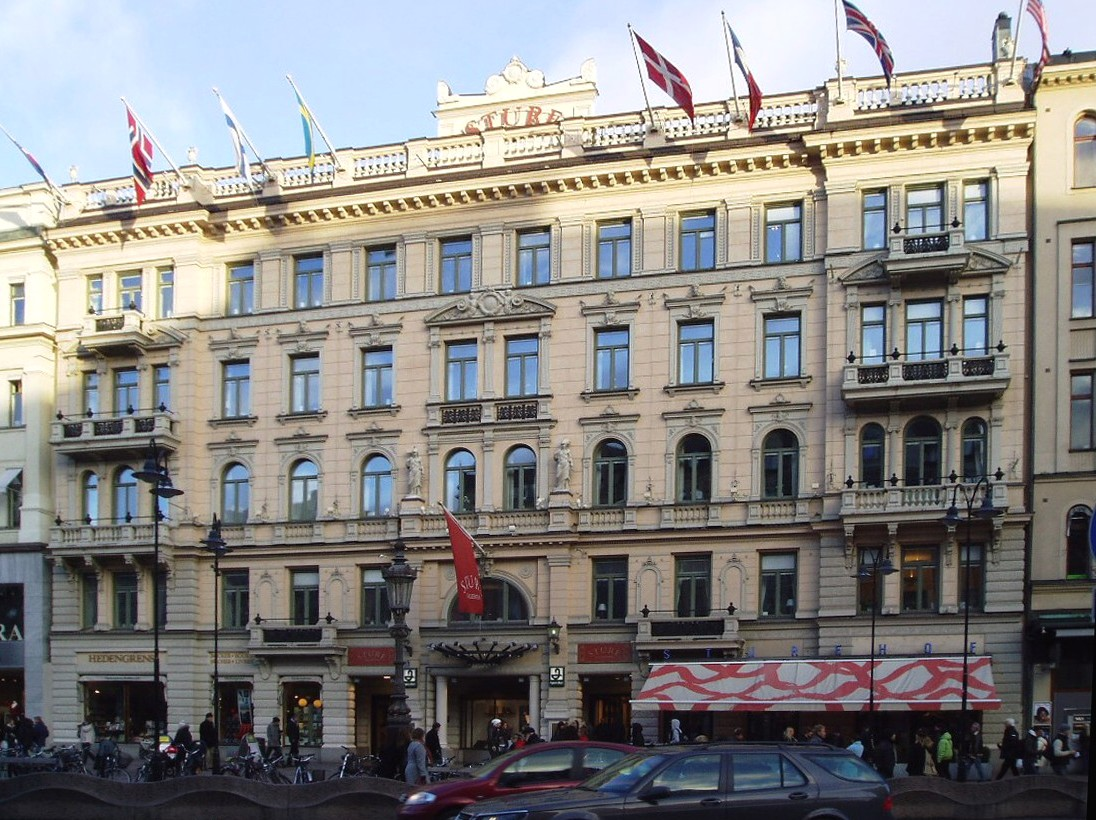
Stureplan 4
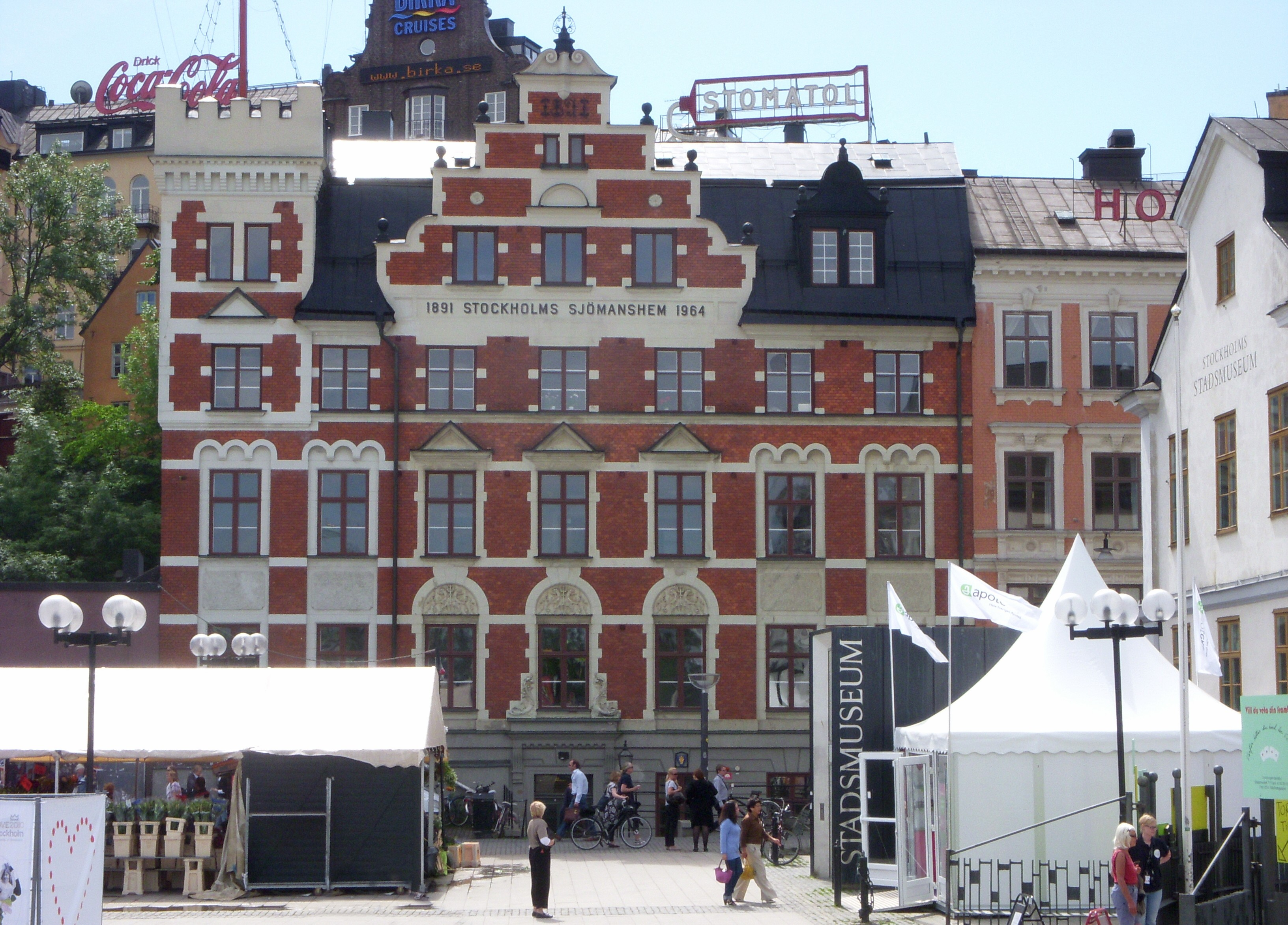
Stockholms sjömanshem
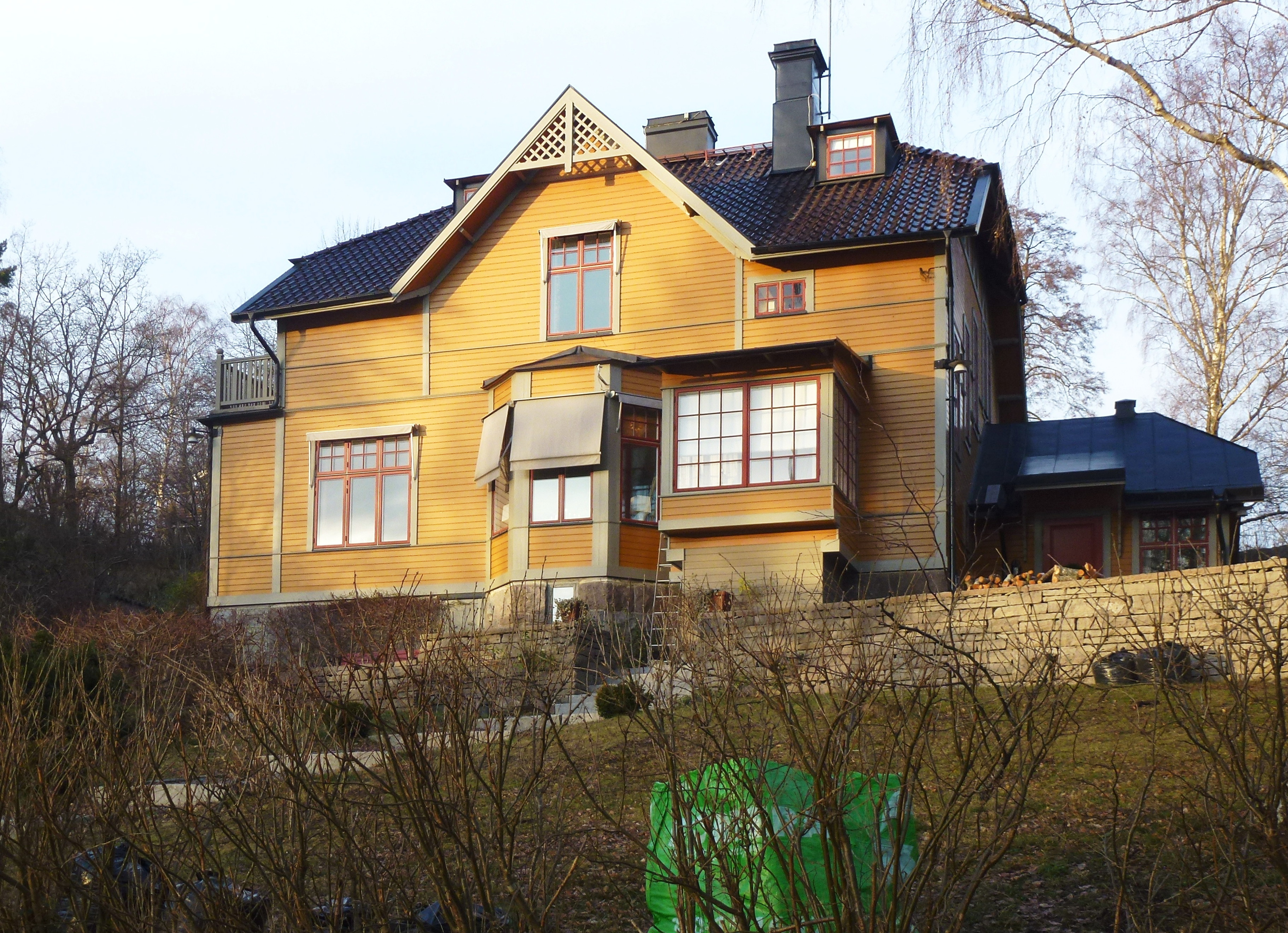
Villa Storängens strandväg, Storängen
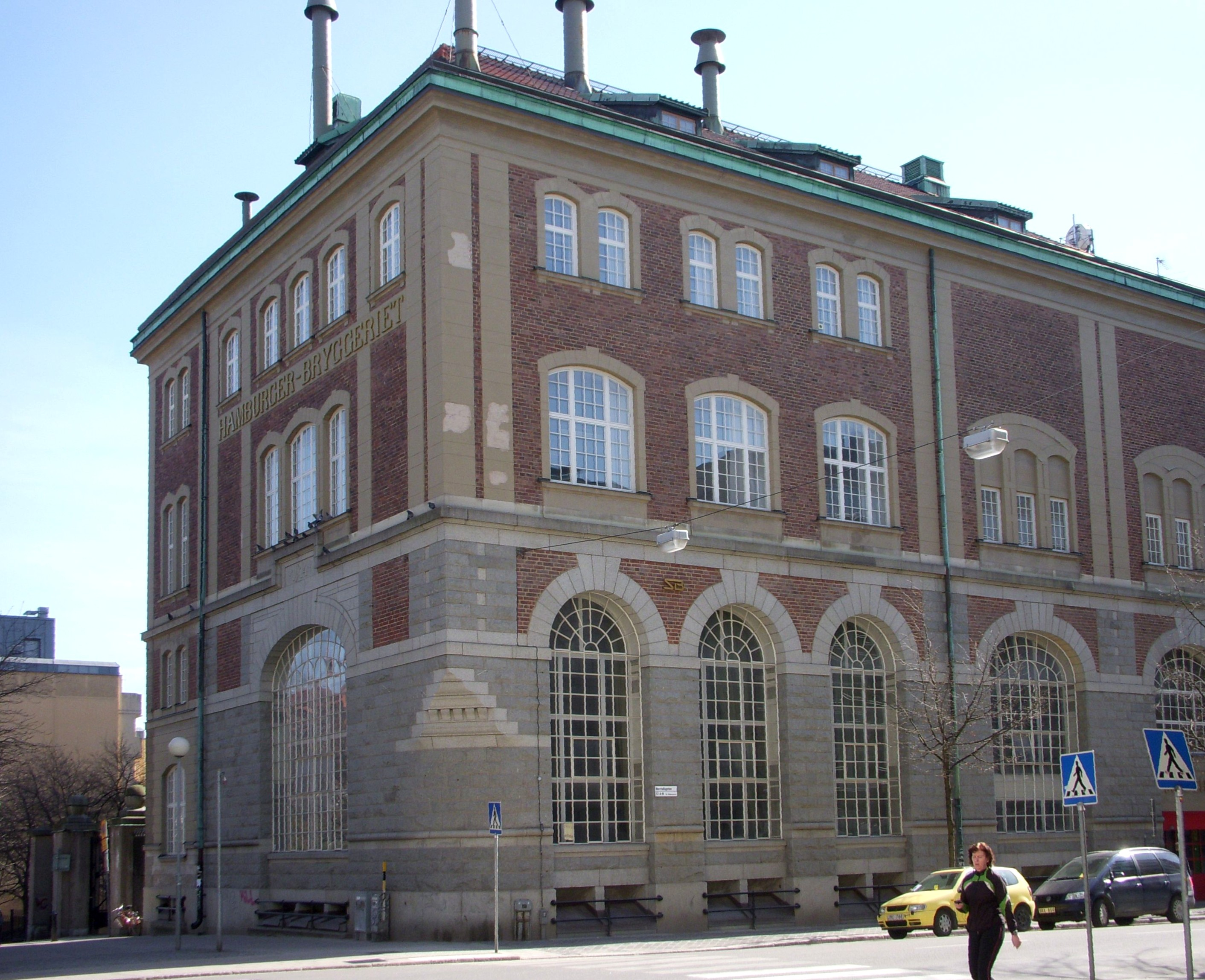
Hamburgerbryggeriet
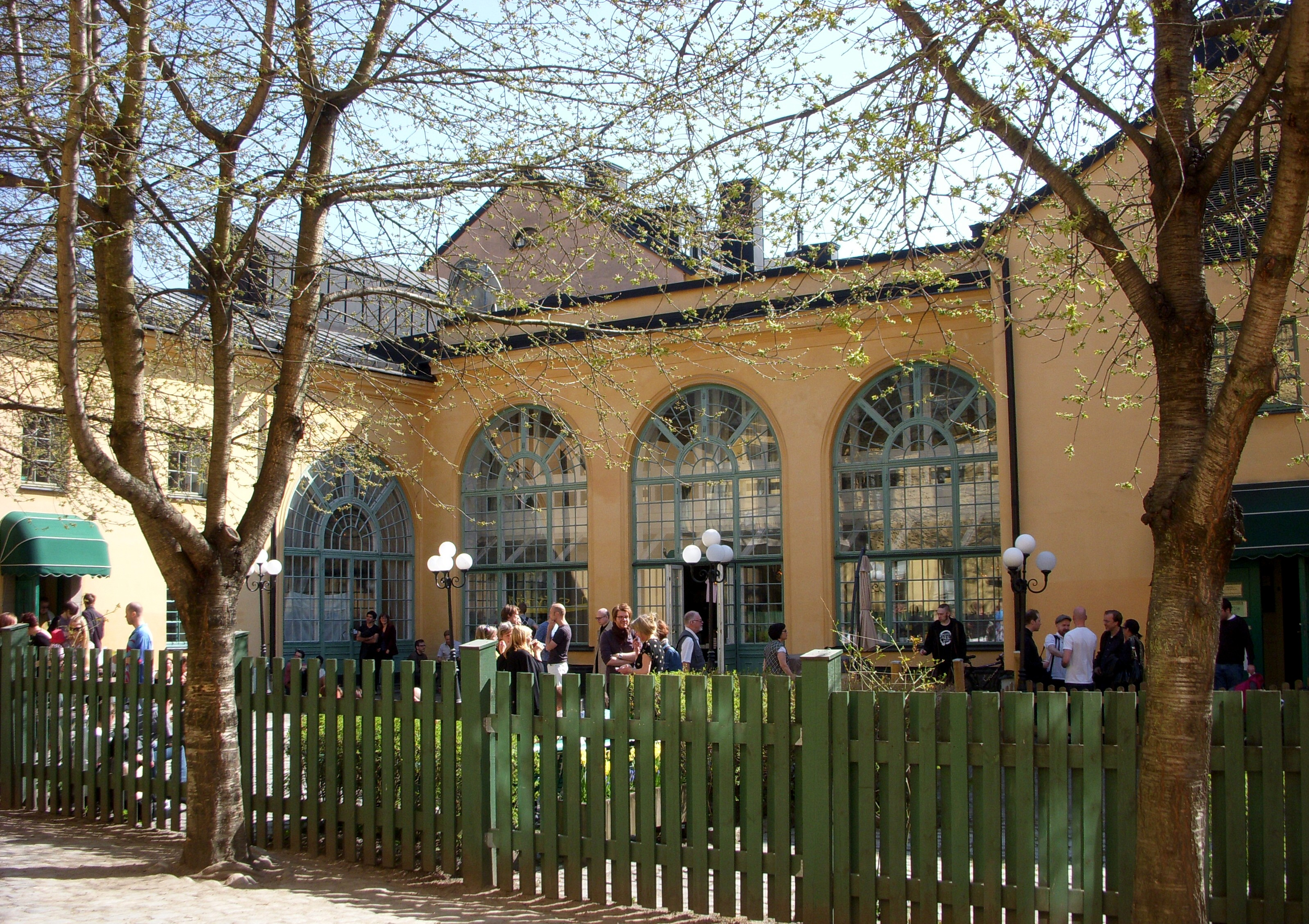
Nürnbergs Bryggeri